# Воллінггейзен
Воллінггейзен (нід. Wollinghuizen) — селище в нідерландській провінції Гронінген. Входить до муніципалітету Вестерволде.
Його площа становить 0,45км², а населення станом на 2021 рік складало 50 осіб.
Перша згадка про населений пункт датується 1482 роком.